# Гусево (Пестовский район)
Гусево — деревня в Пестовском муниципальном районе Новгородской области. Входит в состав Устюцкого сельского поселения. По всероссийской переписи населения 2010 года население деревни — 42 человека (19 мужчин и 23 женщины).
Площадь территории деревни — 30,9 га. Гусево находится на восточном побережье Гусевского озера, на Валдайской возвышенности, на высоте 177 м над уровнем моря, в 8 км к югу от Барсанихи.

## История
В списке населённых мест Устюженского уезда Новгородской губернии за 1909 год деревня Гусево указана как относящаяся к Барсанихской волости (2-го стана, 4-го земельного участка). Население деревни Гусево, что была тогда на земле Гусевского сельского общества — 287 жителей: мужчин — 139, женщин — 148, число жилых строений — 52; тогда в деревне была школа и часовня, имелись хлебозапасный магазин и мелочная лавка. Затем с 10 июня 1918 года до 31 июля 1927 года в составе Устюженского уезда Череповецкой губернии, затем деревня центр Гусевского сельсовета Пестовского района Череповецкого округа Ленинградской области. Население деревни в 1928 году — 169 человек. По постановлению ЦИК и СНК СССР от 23 июля 1930 года Череповецкий округ был упразднён, а район перешёл в прямое подчинение Леноблисполкому. По Указу Президиума Верховного Совета СССР от 5 июля 1944 года Пестовский район был передан из Ленинградской области во вновь образованную Новгородскую область. Решением Новгородского облисполкома № 359 от 8 июня 1954 года Гусевский сельсовет был упразднён, а Гусево вошло в состав Барсанихского сельсовета. Во время неудавшейся всесоюзной реформы по делению на сельские и промышленные районы и парторганизации, в соответствии с решениями ноябрьского (1962 года) пленума ЦК КПСС «о перестройке партийного руководства народным хозяйством» с 10 декабря 1962 года был образован, в числе прочих, крупный Пестовский сельский район на территории Дрегельского, Пестовского и Хвойнинского районов. Сельсовет и деревня вошли в состав этого района, а 1 февраля 1963 года административный Пестовский район в числе прочих был упразднён. Пленум ЦК КПСС, состоявшийся 16 ноября 1964 года восстановил прежний принцип партийного руководства народным хозяйством, после чего Указом Верховного Совета РСФСР от 12 января 1965 года сельские районы были преобразованы вновь в административные районы и решением Новгородского облисполкома № 6 от 14 января 1965 года сельсовет и деревня вновь в составе Пестовского района.
С принятием Российского закона от 6 июля 1991 года «О местном самоуправлении в РСФСР» и Указом Президента РФ № 1617 от 9 октября 1993 года «О реформе представительных органов власти и органов местного самоуправления в Российской Федерации» деятельность Барсанихского сельского Совета была досрочно прекращена. Позднее была образована образована Администрация Барсанихского сельсовета (Барсанихская сельская администрация). По результатам муниципальной реформы, с 2005 года деревня входит в состав муниципального образования — Устюцкое сельское поселение Пестовского муниципального района (местное самоуправление), по административно-территориальному устройству подчинена администрации Устюцкого сельского поселения Пестовского района.